# Landdagverkiezingen in Opper-Oostenrijk 2015
De negentiende landdagverkiezingen in de deelstaat Opper-Oostenrijk van 2015 vonden op 27 september van dat jaar plaats. De verkiezingen werden gewonnen door de Volkspartei Oberösttereich (VPOÖ) - een afdeling van de federale Österreichische Volkspartei (ÖVP). De VPOÖ bleef de grootste partij, maar had wel een nederlaag geleden. Grote winnaar was de Freiheitliche Partei Österreichs (FPÖ). Na de verkiezingen werd er volgens het Proporzsystem een regering gevormd waarin alle partijen die zetels hadden behaald vertegenwoordigd zijn. De coalitie staat onder leiding van gouverneur (Landeshauptmann) Josef Pühringer. (Pühringer is al sinds 1995 gouverneur van de deelstaat.) 
| Partij | Partij                                       | Percentage | Zetels | Verschil |
| ------ | -------------------------------------------- | ---------- | ------ | -------- |
|        | Volkspartei Oberösterreich (VPOÖ)            | 36,37%     | 21     | 7        |
|        | Freiheitliche Partei Österreichs (FPÖ)       | 30,36%     | 18     | 9        |
|        | Sozialdemokratische Partei Österreichs (SPÖ) | 18,37%     | 11     | 3        |
|        | Die Grünen Oberösterreich (GRÜNE)            | 10,32%     | 6      | 1        |
|        | Overige partijen                             | 4,58%      | 0      | —        |
|        |                                              |            | 56     |          |